# Велика Коїмбра
Велика Коїмбра — міська агломерація в Португалії, що включає в себе місто Коїмбра та прилеглі до нього промислові міста-супутники. Ця агломерація має певну адміністративну автономію. 
Населення — 435 900 осіб. 

## Склад
У Велику Коїмбру входять такі громади: 
1. Віла-Нова-де-Пойареш
2. Гойш
3. Кантаньеде
4. Коїмбра
5. Кондейша-а-Нова
6. Лозан
7. Меальяда
8. Міру
9. Міранда-ду-Корву
10. Монтемор-у-Велью
11. Мортагуа
12. Пенакова
13. Пенель
14. Сорі
15. Табуа
16. Фігейра-да-Фош